# 讹兽
讹（e）兽，讹兽是中国古代神话传说中的一种妖怪，脸是人脸，身体是兔的模样，还会说人话。经常欺骗人，会把东讲成西，把坏讲成好。不过肉好吃，但吃了就无法说实话。记载于《神异经‧西南荒经》。

## 相關
- 中國妖怪列表
- 能言动物

1. ↑  《神异经‧西南荒经》：「西南荒中出讹兽，其状若菟，人面能言，常欺人，言东而西，言恶而善。其肉美，食之，言不真矣。」
2. ↑  孫見坤. . 奇幻. 天津人民出版社. 2018/10/01: 275. ISBN 9787201139296.